# Холоп (фільм)
«Холоп» — російський комедійний фільм режисера Клима Шипенко. У головних ролях: Мілош Бикович і Олександра Бортич. Вихід в прокат в Росії відбувся 26 грудня 2019 року. Станом на 3 лютого 2020 року — найкасовіший фільм в історії російського кінематографа.
2 лютого 2020 компанія Yellow, Black & White заявила про роботу над другою частиною. Імовірно, зйомки почнуться влітку 2020 року. Сюжет сиквела не розкривається. Сиквел вийде 21 грудня 2023 року під назвою «Холоп 2»

## Сюжет
Гриша (Мілош Бикович) — син олігарха Павла (Олександр Самойленко), розпещений і нахабний мажор, проводить практично весь час у нічних клубах, споживацьки ставиться до жінок і звиклий до безкарності. Після того як Гриша ледве не збиває на смерть непідкупного поліцейського, Павло з жахом усвідомлює, що його син, котрий рано втратив матір «втрачений» і люблячим батьком. Той живе в абсолютній впевненості: батько відмаже його від будь-якого злочину, адже він буде робити це не стільки навіть для сина, скільки для себе самого. Олігарх у відчаї шукає спосіб вплинути на сина. Телепродюсер Анастасія (Марія Миронова), з якою Павло вже давно перебуває у стосунках формату «дружба + секс» і до якої в черговий раз приїжджає «зняти стрес» (в даному випадку — просто виговоритися близькому і вірному другу), пропонує йому звернутися до свого колишнього чоловіка, ексцентричного психолога Льови (Іван Охлобистін), чиї неординарні методи можуть здатися шокуюче жорстокими, але практично завжди дають гарантований результат.
Незабаром Гриша потрапляє в підлаштовану своїм же батьком ДТП і непритомніє. Отямлюється він на стайні в селі село поблизу в маєтку в Російської Імперії зразка літа 1860 року, за півроку до скасування кріпосного права. Спочатку Гриша думає, що це жарт, але навколишня дійсність надто реальна, навколишні по-справжньому переконливі — і відтепер він безправний кріпак, барський конюх, нездатний до того ж виконувати свої обов'язки, оскільки боїться коней. Нажаханий, Гриша намагається просто втекти, але скоро опиняється за цю витівку на ешафоті, і від шибениці його рятує тільки поява Аглаї (Ольга Дібцева), дочки поміщика, з нагоди іменин якої барин (Олег Комаров) милує втікача. Спробувавши міркувати логічно, Гриша спочатку люто заперечує можливість подорожі в минуле, але згодом поступово змирюється зі становищем холопа.
Насправді ж усе село ХІХ століття виявляється майстерною постановкою Анастасії і Льови, здійсненою на величезні гроші Гришиного батька. Мета проекту — геть змінити погляд Гриші на навколишній світ і на самого себе, для чого команда спостерігає за кожним його кроком, прораховуючи хитросплетіння сценарних поворотів і намагаючись продумати кожну дрібницю. Проте впоратися з усіма цими дрібницями не вдається і Гриша починає підозрювати, що його обдурюють. Від постійних накладок — анахронізмів в антуражі, появи в селі сучасних предметів, неологізмів у мові «дворян» і «селян» — проєкт рятує в основному дрімуче Гришине невігластво, майже повна відсутність у нього навіть базових знань з історії Росії.
За задумом сценариста у Гриші повинен початися роман з Аглаєю, що переростає у спільну втечу холопа з «панночкою» і повну переоцінку життєвих установок. Однак, цинізм Гриші не дозволяє йому навіть усвідомити, якою трагедією для дівчини може виявитися майбутній шлюб з нехай і багатим, але старим і, головне, нелюбим поміщиком. Павло, дедалі більше переконується, що його син і в обстановці іншої епохи залишається таким же безсердечним мерзотником. Більш того, і в XIX столітті він поступово примудряється обжитися, ухилитися від одних неприємних реалій, просочитися крізь інші і знайти сотню способів, щоб, загалом, непогано влаштуватися навіть в ролі холопа. Розгніваний батько ледве не закриває проєкт, але ситуацію рятує незапланований збій програми. Гриша випадково зауважує, що сільська дівчина Ліза (Олександра Бортич), що невдало зістрибнула з коня, носить сучасні трусики (Ліза — ветеринар-коняр, що працює з кіньми, задіяними в проекті, а не актриса, і тому не була присутня на відповідному інструктажі), і має намір негайно перевірити це, прилюдно спробувавши задерти їй поділ. Побачивши реакцію навколишніх, Гриша несподівано усвідомлює, що саме він — у поняттях патріархальної селянської громади — тільки що накоїв, і вперше в житті повертається доАле обурення навколишніх спонукає його попросити пробачення. Здивований Павло погоджується продовжити проєкт.
На подив команди, Гриша щиро прив'язується до Лізи, розповідаючи їй про майбутнє і радіючи, що вона його вислуховує. Психолог пропонує Лізі змінити сценарій і самій стати для Гриші заготовленою «романтичною лінією». Лізі Гриша неприємний, але вона все ж погоджується заради того, щоб допомогти йому змінитися. Попутно Гриша і сам поступово змінює погляди на життя і самого себе, спостерігаючи, як його ж пороки втілюються в панському сині Олексієві Дмитровичі, в реальному житті — самовпевненому хлопцеві Лізи Антоні (Кирило Нагієв). Той здійснює наїзду на городового, а покарати відправляє Гришу.
Поліна, ображена втратою «головної ролі», переконує Антона, що Ліза відбила у неї Гришу цілком свідомо. Два скривджених актора стрімко знаходять спільну мову і за межами творчого завдання; випадково підглянута сцена «інцесту» «брата з сестрою» вражає не тільки Лізу, але і звичного до всього Гришу. Тоді розлючений Лев Арнольдович знімає «Аглаю» і «Олексія» з ролей. Задля помсти Поліна вирушає на телешоу «Андрій Малахов. Прямий ефір», де публічно розповідає про проєкт та методи, якими Гришу намагаються перевиховати.
Поліна усіма силами допомагає слідству вирахувати місцерозташування фальшифого села і туди вирушають з облавою спецпризначенці. Анастасія терміново береться готувати план «виведення» Гриші назад в його звичну реальність, а Лев проводить імпровізований мозковий штурм, щоб знайти спосіб влаштувати Гриші екстрений катарсис, здатний усе ж зламати його непробивний цинізм. Для цього пишеться новий сценарій; за відсутністю інших варіантів — навала монголо-татарів, адже Гриша все одно не знає, що в XIX столітті Золота Орда вже не існувала. Гриші належить не дозволити ординцям забрати Лізу на потіху «хану» (Азамат Мусагаліев), але йому не вистачає сміливості і він тікає до себе на стайню. Однак, на подив Павла і Льва, незабаром Гриша все ж збирається з духом, сідлає коня і, відбивши Лізу у «злих татар», тікає з нею з села. Прибуває облава, яку насилу переконують, що проєкт був псевдоісторичними кінозйомками.
На узліссі Гришу присипляють снодійним і після пробудження повідомляють, що він, потрапивши під машину, провів три місяці в комі і ніякої села і потрапляння в минуле не було. Гриша повертається до колишнього життя морально вдосконаленим, але впадає у депресію через відсутність Лізи. Випадково зустрівши в клубі акторів Поліну і Антона («Аглаї» і «Олексія»), він спершу готовий повірити, що помилився — проте, побачивши на власні очі муки Гриші, ті все ж розповідають йому правду про проєкт і про те, що любов з Лізою у нього була справжньою. Знайшовши Лізу в реальному житті, Гриша залишається з нею та одружується.
В останній сцені фільму в «село» привозять в кайданах до шибениці іншого мажора, щоб перевиховати його за відпрацьованою схемою. Гриша, в гримі і костюмі, з азартом і задоволенням працює в складі команди проекту, що вже довів свою ефективність.

## У ролях
| Актор                                               | Роль                                                           |
| --------------------------------------------------- | -------------------------------------------------------------- |
| Мілош Бикович (озвучування - Сергій Габріелян-мол.) | Гриша                                                          |
| Олександр Самойленко                                | Павло, батько Гриші                                            |
| Іван Охлобистін                                     | Лев Арнольдович, психолог                                      |
| Марія Миронова                                      | Анастасія, телепродюсер                                        |
| Олександра Бортич                                   | Ліза, ветеринар                                                |
| Олег Комаров                                        | «пан Дмитро Тимофєєв»                                          |
| Ольга Дібцева                                       | Поліна, актриса, вона ж «Аглая Дмитрівна, панночка»            |
| Кирило Нагієв                                       | Антон, актор, він же «Олексій Дмитрович Тимофєєв, молодий пан» |
| Вілен Бабичев                                       | «Авдєй», екзекутор з батогом                                   |
| Сергій Соцердотський                                | Артем, актор, він же «конюх Прошка»                            |
| Софія Зайка                                         | «Люба»                                                         |
| Азамат Мусагалієв                                   | «хан»                                                          |
| Ігор Гаспарян                                       | «татарин»                                                      |
| Сергій Аброскін                                     | сценарист проекту                                              |
| Олександр Обласов                                   | Семенов, капітан ДАІ                                           |
| Артур Ваха                                          | майор поліції, приятель Павла                                  |
| Антон Морозенко                                     | командир спецназу                                              |
| Дмитро Пермяков                                     | снайпер                                                        |
| Дарина Грацевич                                     | прес-аташе                                                     |
| Рома Жолудь                                         | «наступний мажор»                                              |
| Андрій Малахов                                      | камео                                                          |
| Люся Чеботіна                                       | дівчина в клубі                                                |

## Прокат
Фільм, вийшовши в прокат 26 грудня 2019 року, до ранку 4 січня 2020 року за касовими зборами подолав позначку в один мільярд рублів, став 13-м російським фільмом, якому вдалося це зробити. 10 січня за касовими зборами фільм подолав позначку в два мільярди рублів, ставши 3-м російським фільмом, якому вдалося це зробити. Також фільм встановив абсолютний добовий рекорд за касовими зборами в російському прокаті 3 січня 2020 р., заробивши 217,6 млн руб. Незважаючи на скромну рекламну кампанію, «Холоп» зібрав у прокаті більше, ніж два інших фільми «Вторгнення» і «Союз порятунку». 12 січня 2020 року за касовими зборами «Холоп» обігнав «Т-34» і став другим російським найкасовішим фільмом після «Руху вгору». Станом на 20 січня 2020 року, фільм зібрав понад 1 млн доларів в зарубіжному прокаті. 3 лютого 2020 року «Холоп» зібрав у прокаті 3, 044 млрд рублів і, таким чином, став найкасовішим російським фільмом, що демонструвалися в кінотеатрах Росії і СНД за всю історію російського кіно.